# Hoot Gibson (attore)
Hoot Gibson, pseudonimo di Edmund Richard Gibson (Tekamah, 6 agosto 1892 – Woodland Hills, 23 agosto 1962), è stato un attore, regista e produttore cinematografico statunitense, uno dei nomi più noti del cinema western muto.

## Biografia
Nella sua carriera, che va dal 1910 al 1950, apparve in oltre duecento film.
Era anche un famoso campione di rodeo, specializzato in film western e d'azione. Anche sua moglie Helen Gibson prese parte a pellicole avventurose e fu una delle interpreti del serial cinematografico The Hazards of Helen,
Per il suo contributo all'industria cinematografica, a Hoot Gibson è stata assegnata una stella sulla Hollywood Walk of Fame al 1765 di Vine Street.

## Filmografia

### Attore

#### 1910
- The Two Brothers, regia di David W. Griffith (1910)
- Pride of the Range, regia di Francis Boggs - cortometraggio (1910)

#### 1911
- The New Superintendent, regia di Francis Boggs - cortometraggio (1911)

#### 1912
- His Only Son, regia di Jack Conway e Milton J. Fahrney (1912)
- A Four-Footed Hero (1912)

#### 1913
- Cowboy Sports and Pastimes (1913)
- In the Secret Service, regia di Henry McRae (Henry MacRae) (1913)

#### 1914
- Kid Pink and the Maharajah, regia di Edward LeSaint - cortometraggio (1914)
- Shotgun Jones, regia di Colin Campbell - cortometraggio (1914)
- The Telltale Knife, regia di Tom Mix - cortometraggio (1914)
- The Hazards of Helen, regia di J. Gunnis Davis, J.P. McGowan, Robert G. Vignola e, non accreditati, Helen Holmes, Paul Hurst e Leo D. Maloney (1914)
- The Man from the East, regia di Tom Mix - cortometraggio (1914)

#### 1915
- Buckshot John, regia di Hobart Bosworth (1915)
- The Man from Texas, regia di Tom Mix - cortometraggio (1915)
- The Death Train, regia di J.P. McGowan (1915)
- The Pay Train, regia di J.P. McGowan (1915)
- Judge Not; or The Woman of Mona Diggings, regia di Robert Z. Leonard (1915)
- The Ring of Destiny, regia di Cleo Madison (1915)
- Stingaree, regia di James W. Horne (1915)

#### 1916
- A Knight of the Range
- Stampede in the Night
- The Night Riders, regia di Jacques Jaccard (1916)
- The Passing of Hell's Crown
- The Governor's Special
- The Wedding Guest, regia di Jacques Jaccard
- The Capture of Red Stanley
- The Treasure Train, regia di J. Gunnis Davis (come James Davis) (1916)
- The Mysterious Cipher, regia di J. Gunnis Davis (come James Davis) (1916)

#### 1917
- The Voice on the Wire, regia di Stuart Paton (1917)
- A 44-Calibre Mystery, regia di Fred Kelsey (come Fred A. Kelsey) (1917)
- The Golden Bullet, regia di Fred Kelsey (come Fred A. Kelsey) (1917)
- The Wrong Man, regia di Fred Kelsey (1917)
- Il pastore di anime (The Soul Herder), regia di John Ford (1917)
- Il compagno di Cheyenne (Cheyenne's Pal), regia di John Ford (1917)
- Centro! (Straight Shooting), regia di John Ford (1917)
- The Texas Sphinx, regia di Fred Kelsey (1917)
- L'uomo segreto (The Secret Man), regia di John Ford (1917)
- Un uomo segnato (A Marked Man), regia di John Ford (1917)

#### 1918
- Douglas e gli avvoltoi del Sud (Headin' South), regia di Allan Dwan e Arthur Rosson (1918)
- The Woman in the Web, regia di Paul Hurst e David Smith (1918)
- Play Straight or Fight, regia di Paul Hurst (1918)
- The Midnight Flyer, regia di George Marshall (1918)
- The Branded Man (1918)
- Danger, Go Slow, regia di Robert Z. Leonard (1918)

#### 1919
- The Black Horse Bandit
- I fratelli rivali
- His Buddy
- The Rustlers, regia di Reginald Barker (1919)
- Ace High, regia di George Holt (1919)
- I razziatori (The Rustlers), regia di John Ford (1919)
- La legge della pistola
- L'uomo che si era tolto la pistola
- All'agenzia per gli affari indiani
- Kingdom Come, regia di George Holt (1919)
- The Fighting Heart
- The Four-Bit Man
- The Jack of Hearts
- The Crow
- The Face in the Watch
- The Tell Tale Wire
- The Trail of the Holdup Man
- The Lone Hand, regia di George Holt (1919)
- The Double Hold-Up

#### 1920
- The Jay Bird
- West Is Best
- Roarin' Dan
- The Sheriff's Oath
- Hair Trigger Stuff
- Runnin' Straight
- Held Up for the Makin's
- The Rattler's Hiss
- His Nose in the Book
- Wolf Tracks
- Masked
- Thieves' Clothes
- The Broncho Kid
- The Fightin' Terror, regia di Hoot Gibson (1920)
- The Shootin' Kid
- The Smilin' Kid
- The Champion Liar
- The Big Catch, regia di Leo Maloney (Leo D. Maloney) (1920)
- A Gamblin' Fool
- The Grinning Granger
- One Law for All, regia di Leo D. Maloney (come Leo Maloney) (1920)
- The Shootin' Fool
- 'In Wrong' Wright
- Cinders, regia di Edward Laemmle (1920)
- Double Danger, regia di Albert Russell (1920)
- The Two-Fisted Lover
- Fuori combattimento (Tipped Off), regia di Albert Russell (1920)
- The Stranger (1920)
- Superstition, regia di Edward Laemmle (1920)
- The Brand Blotter
- Fight It Out
- The Man with the Punch
- The Trail of the Hound, regia di Albert Russell (1920)
- Winning a Home

#### 1921
- The Saddle King, regia di Edward Laemmle - cortometraggio (1921)
- The Driftin' Kid, regia di Albert Russell (1921)
- Dolce vendetta (Sweet Revenge), regia di Edward Laemmle - cortometraggio (1921)
- Kickaroo, regia di Albert Russell (1921)
- The Fightin' Fury, regia di Hoot Gibson (1921)
- Out o' Luck, regia di Hoot Gibson (1921)
- The Cactus Kid, regia di Lee Kohlmar
- Who Was the Man?
- Crossed Clues
- Double Crossers
- The Wild Wild West
- Bandits Beware
- The Movie Trail
- The Man Who Woke Up, regia di Lee Kohlmar – cortometraggio (1921)
- Beating the Game, regia di Lee Kohlmar (1921)
- Azione (Action), regia di John Ford (1921)
- Red Courage, regia di Reeves Eason (1921)
- A colpo sicuro (Sure Fire), regia di John Ford (1921)
- The Fire Eater
- The Winning Track

#### 1922
- Headin' West
- The Bearcat
- Step on It!, regia di Jack Conway (1922)
- Trimmed
- The Loaded Door, regia di Harry A. Pollard (1922)
- Il cavalier Uragano (The Galloping Kid), regia di Nat Ross (1922)
- The Lone Hand, regia di B. Reeves Eason (1922)
- Ridin' Wild, regia di Nat Ross (1922)

#### 1923
- Kindled Courage
- The Gentleman from America
- Single Handed, regia di Edward Sedgwick
- La fiamma dell'amore (Dead Game), regia di Edward Sedgwick (1923)
- Double Dealing
- Shootin' for Love
- Out of Luck
- Blinky, regia di Edward Sedgwick (1923)
- The Ramblin' Kid
- The Thrill Chaser, regia di Edward Sedgwick (1923)

#### 1924
- Hook and Ladder
- Ride for Your Life
- 40-Horse Hawkins
- Broadway or Bust
- The Sawdust Trail
- Hit and Run, regia di Edward Sedgwick (1924)
- The Ridin' Kid from Powder River

#### 1925
- The Hurricane Kid, regia di Edward Sedgwick (1925)
- Taming the West, regia di Arthur Rosson (1925)
- The Saddle Hawk, regia di Edward Sedgwick (1925)
- Let 'er Buck, regia di Edward Sedgwick (1925)
- Spook Ranch
- The Calgary Stampede

#### 1926
- Arizona Sweepstakes
- Chip of the Flying U, regia di Lynn Reynolds (1926)
- The Flaming Frontier
- The Phantom Bullet
- The Man in the Saddle, regia di Lynn Reynolds, Clifford Smith (1926)
- The Texas Streak
- The Buckaroo Kid

#### 1927
- Life in Hollywood No. 3
- The Silent Rider, regia di Lynn Reynolds  (1927)
- The Denver Dude
- Hey! Hey! Cowboy
- The Prairie King
- A Hero on Horseback
- Painted Ponies
- Galloping Fury

#### 1928
- The Rawhide Kid
- A Trick of Hearts
- The Flyin' Cowboy
- The Wild West Show
- Riding for Fame
- Hollywood or Bust, regia di Edward I. Luddy (Edward Ludwig) (1928)
- Clearing the Trail, regia di B. Reeves Eason (1928)
- Burning the Wind
- The Danger Rider

#### 1929
- King of the Rodeo, regia di Henry MacRae (1929)
- Smilin' Guns
- The Lariat Kid
- The Winged Horseman
- Points West
- The Long, Long Trail
- Courtin' Wildcats

#### 1930
- The Mounted Stranger
- Trailing Trouble
- Roaring Ranch
- Trigger Tricks
- Spurs, regia di B. Reeves Eason (1930)
- The Concentratin' Kid

#### 1931
- Clearing the Range
- Wild Horse
- The Hard Hombre

#### 1932
- The Local Bad Man
- The Gay Buckaroo
- The Spirit of the West
- A Man's Land
- The Boiling Point
- The Cowboy Counsellor

#### 1933
- The Dude Bandit
- The Fighting Parson, regia di Harry L. Fraser (1933)

#### 1935
- Sunset Range
- Rainbow's End
- La grande arena (Powdersmoke Range), regia di Wallace Fox (1935)
- Frontier Justice
- Swifty

#### 1936
- Lucky Terror
- Feud of the West
- The Last Outlaw, regia di Christy Cabanne (1936)
- The Riding Avenger
- Cavalcade of the West, regia di Harry L. Fraser (1936)

#### 1937
- The Painted Stallion

#### 1943
- Wild Horse Stampede
- The Law Rides Again
- Blazing Guns
- Death Valley Rangers

#### 1944
- Westward Bound, regia di Robert Emmett Tansey (1944)
- Arizona Whirlwind
- Outlaw Trail
- Sonora Stagecoach
- Marked Trails, regia di John P. McCarthy (1944)
- The Utah Kid
- Trigger Law

#### 1946
- Flight to Nowhere

#### Anni cinquanta
- The Marshal's Daughter, regia di William Berke (1953)
- The Cowboy episodio della serie tv I Married Joan (1955)
- Soldati a cavallo (The Horse Soldiers), regia di John Ford (1960)

#### 1960
- Colpo grosso (Ocean's 11), regia di Lewis Milestone (1960)

### Regista
- The Fightin' Terror (1920)
- The Fightin' Fury (1921)
- Out o' Luck (1921)